# Piskî, Lubnî
Piskî (în ucraineană Піски) este un sat în comuna Voinîha din raionul Lubnî, regiunea Poltava, Ucraina.

## Demografie
Componența lingvistică a localității Piskî
     Ucraineană (94,53%)
     Rusă (3,91%)
     Alte limbi (0,16%)
Conform recensământului din 2001, majoritatea populației localității Piskî era vorbitoare de ucraineană (94,53%), existând în minoritate și vorbitori de rusă (3,91%) și armeană (1,25%).